# Angediva

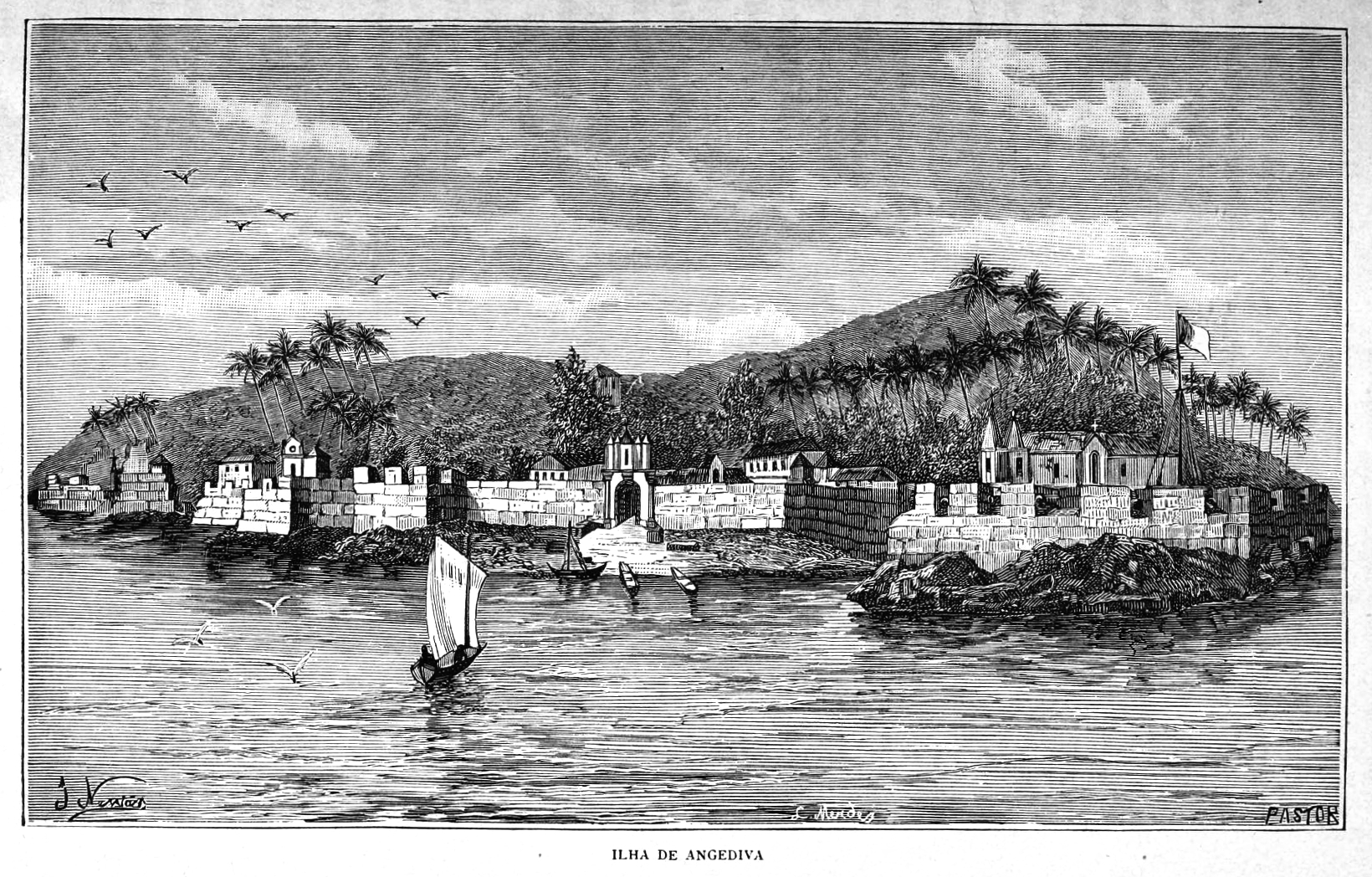
Angediva, in: António Lopes Mendes, A India Portugueza, 1886

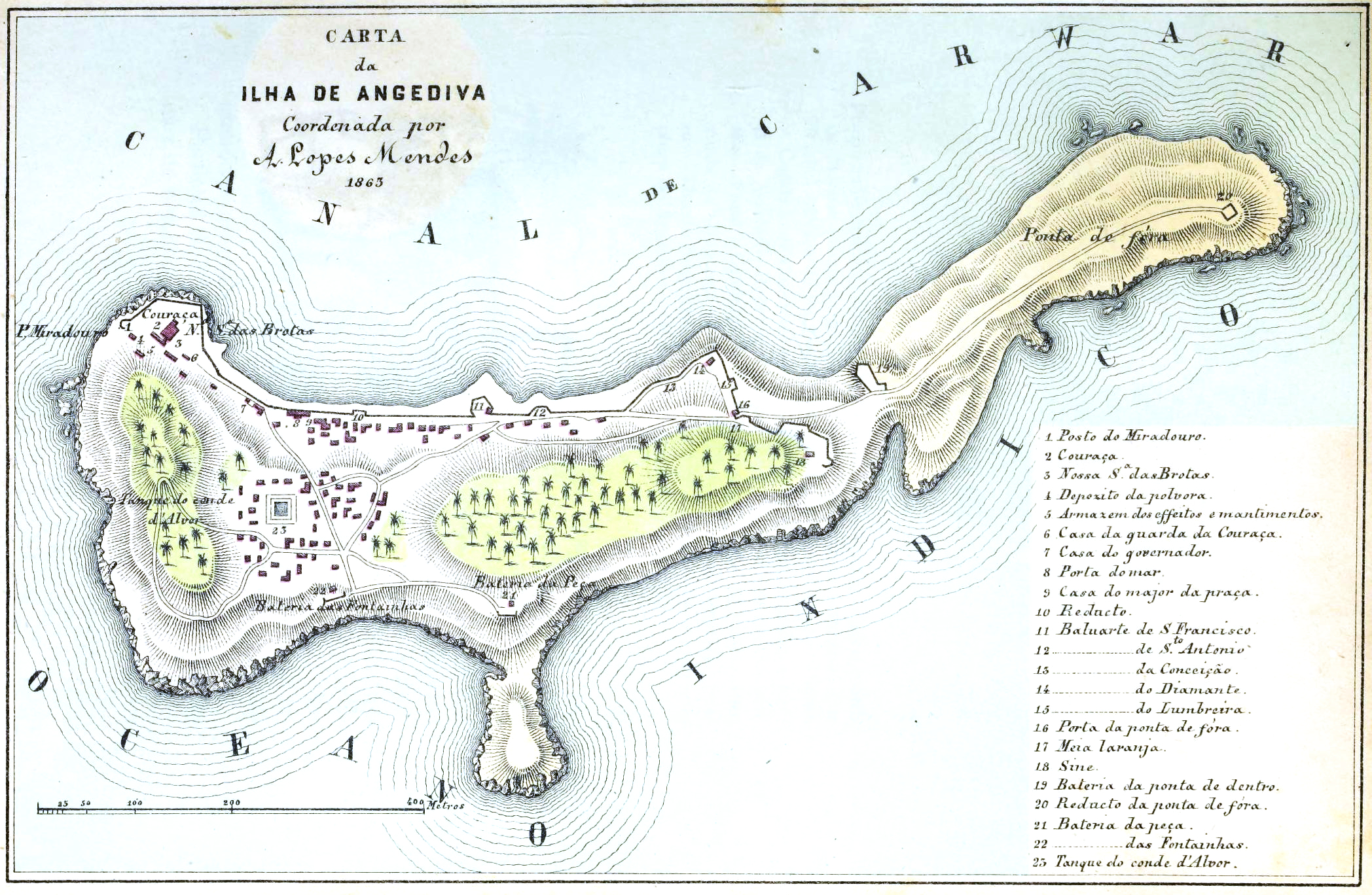
Karte von Angediva, in: António Lopes Mendes, A India Portugueza, 1886

Angediva (oder Anjadip; Konkani: आन्जादीप Ānjādīp; portugiesisch Ilha de Angediva) ist eine unbewohnte Insel im Arabischen Meer (Indischer Ozean), die politisch zum indischen Bundesstaat Goa gehört.

## Geografie
Angediva ist mit 1,5 km² (1,3 km lang und 300 Meter breit) die größte Insel eines aus fünf Inseln bestehenden Archipels. Die übrigen Eilande sind Kurnagal, Mudlingud, Devgad und Devragad. Angediva liegt etwa 1,8 Kilometer von der Küste, 4 km von Karwar und 87 km südlich von Goa nahe Canacona Island. Die Insel ist durch einen Wellenbrecher mit dem indischen Festland verbunden und Teil des indischen „INS Kadamba“-Marinestützpunktes, der außerhalb der auf dem Festland liegenden Stadt Karwar liegt. Die Insel ist 8 Meter hoch und besteht aus schwarzen Granitfelsen und Kokospalmen.
Der Name der Insel stammt wahrscheinlich von der lokalen Göttin Ajadurga Devi ab, von deren Anrufung das Toponym in der Konkani-Sprache Anjadip abgeleitet sein dürfte. Sie wurde mit einem Hindutempel verehrt, der um 1312 von den Moslems zerstört wurde. Das Sanskrit „dwipa“ (deutsch „Insel“) änderte sich in „dive“, was heute Namensbestandteil vieler Inseln in der Region ist (Lakkadiven, Malediven) und dürfte ebenfalls bei der Namensgebung eine Rolle gespielt haben.

## Geschichte

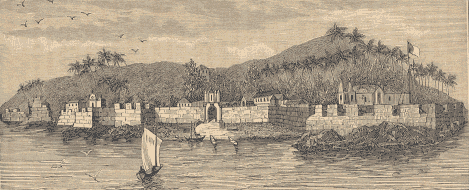
Fort Angediva

Die geografisch unbedeutende Insel besitzt wegen ihrer küstennahen strategischen Lage historische Relevanz. Als Entdecker der Insel gilt Vasco da Gama, der auf der Rückreise von Portugiesisch-Indien am 29. August 1498 mit seiner Flotte Cananor verließ, am 19. September 1498 bei Angediva ankerte, um dort für die Überfahrt Wasser und Holz aufzunehmen. Während des Aufenthalts musste da Gama Seegefechte gegen feindliche Schiffe führen. Auf der Insel begegnete er einem polnischen Juden, der sich als Kapitän der feindlichen Schiffe des Adil Shahi herausstellte. Er wurde gefangen genommen und mit nach Portugal gebracht, wo er nach seiner Christianisierung den Namen Gaspar da Gama erhielt. Vasco da Gama hielt sich bis zum 5. Oktober 1498 auf der Insel auf und nahm sie am 24. September 1498 als Territorium Portugals in Besitz. Am 5. Oktober 1498 verließ er mit seiner Flotte die Insel Richtung Afrika.
Als Pedro Álvares Cabral am 9. März 1500 von Lissabon Richtung Portugiesisch-Indien aufbrach, entdeckte er zufällig am 22. April 1500 Brasilien, weil er wegen des Äquatorialstroms weit westwärts getrieben wurde. Erst am 2. Mai 1500 setzte er seine Reise Richtung Osten fort, erreichte am 23. Mai 1500 das Kap der Guten Hoffnung, am 22. August 1500 landete Cabral auf der Insel Angediva. Hier ließ er die Kirche Igreja de Nossa Senhora das Brotas erbauen, die 1502 fertiggestellt wurde und damit die wohl älteste römisch-katholische Kirche Asiens ist.
Der Forschungsreisende Ludovico de Varthema fand die Insel („Ankediva“) um 1503 und traf dort auf Moslems und Hindus. Ihn störte das dortige sumpfartige, pestilenzielle Klima.
Auf der Hinreise nach portugiesisch Indien landete auch Francisco de Almeida auf Angediva am 12. September 1505 als neuer Vizekönig von Indien. Er ordnete noch im Jahre 1505 die Errichtung eines hölzernen Forts an (portugiesisch Forte de Anjediva), das er unter das Kommando des Manuel Paçanha stellte. Damit standen auf Angediva die typischen Requisiten der westlichen Kolonisation: ein Fort und eine Kirche. Sechs Monate später wurde dieses Fort jedoch 1506 bei einem Angriff der Truppen des Sabaio (Zabaim) von Goa beschädigt. Den Truppen war bekannt, dass beide de Almeidas zur Zeit der Zerstörung des Forts abwesend waren. Lourenço de Almeida ließ das Fort 1506 völlig zerstören.
Afonso de Albuquerque segelte am 15. August 1510 nach Angediva, von wo aus er am 7. Oktober 1510 Goa attackierte und die Stadt am 25. November 1510 erneut einnahm. Nach der Eroberung Goas durch Albuquerque nahm die strategische Bedeutung von Angediva ab.
Als die Engländer in West-Indien auftauchten, übertrug der damalige Vizekönig von Portugiesisch-Indien, Antônio de Mello de Castro, das Eiland an den dritten Earl of Marlborough (James Ley). Dieser entsandte 500 Soldaten unter dem Kommando des Sir Abraham Shipman auf die Insel, die ab 27. Dezember 1662 dort ankamen. Shipman wurde am 11. April 1662 zum Gouverneur der unbewohnten Insel ernannt, er trat den Posten jedoch nicht an und verstarb dort am 5. April 1664. Am 25. Oktober 1664 landete auf der Insel das englische Schiff „Chestnut“ mit einem Brief für den portugiesischen Vizekönig Antônio de Mello de Castro. Im Mai 1682 wurde das Fort wieder aufgebaut.
Die Insel gehörte weiterhin zu Portugal, wie 1722 berichtet wird. Im Jahre 1729 wurde die Igreja de Nossa Senhora das Brotas (deutsch „Kirche unserer heiligen Mutter der Quellen“) umfangreich restauriert. Mit der Kolonisation als Britisch-Indien im August 1858 änderte sich der Status von Angediva jedoch nicht, wo 1881 insgesamt 97 Einwohner lebten.
Auch mit der Unabhängigkeit Indiens im August 1947 blieb Angediva zusammen mit Goa in portugiesischen Besitz. Angediva, Goa und Daman und Diu fielen erst am 22. Dezember 1961 an Indien als Folge der indischen Annexion von Portugiesisch-Indien. Im Dezember 1987 wurde die Insel dem indischen Militär übergeben.